# Jardín Botánico de Benalla
El Real Jardín Botánico de Benalla (inglés: Benalla Botanical Gardens) es un jardín botánico y arboreto de unas 5,1 hectáreas de extensión, que está catalogado como de la herencia, en Benalla, Victoria, Australia. 
El código de identificación internacional del "Benalla Botanical Gardens" como miembro del "Botanic Gardens Conservation Internacional" (BGCI), así como las siglas de su herbario es BENAL.

## Localización
Benalla Botanical Gardens Bridge St, City of Benalla, PO Box 227, Vic 3672, Australia.
Planos y vistas satelitales.36°33′11.79″S 145°58′42.39″E / -36.5532750, 145.9784417
El jardín botánico está abierto todos los días del año.

## Historia

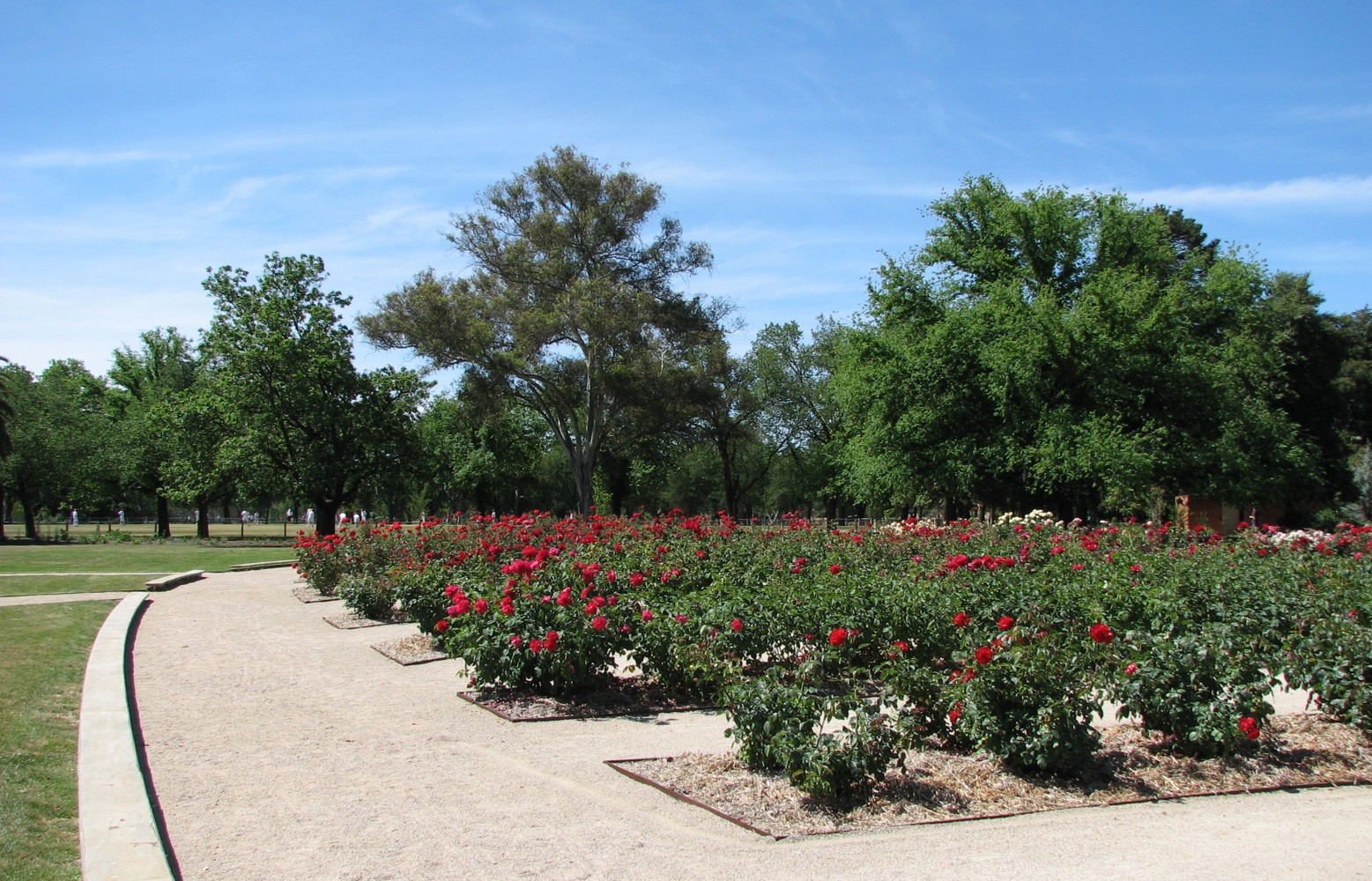
Rosaleda en el Benalla Botanical Gardens.

El jardín original fue diseñado por Alfred Sangwell en 1886, en la orilla del lago Benalla.
Fue incluido en el "Register of the National Estate" en 1995. 
El jardín incluye una rosaleda creada en 1959, en la que se realiza la celebración anual del "Benalla Rose Festival".

## Colecciones
En sus colecciones menos del 25 % son plantas nativas australianas.
En su colección de árboles maduros destacan 3 especímenes de Ulmus x viminalis que son los únicos especímenes de este particular cultivar de olmo en Australia y se encuentran incluidos en el catálogo del "National Trust of Australia significant tree register".